# 레이크 (미국의 드라마)
레이크(영어: Rake)는 미국의 텔레비전 드라마이다. 자살충동과 온갖 사적인 문제들로 인해, 이혼한 아내, 판사, 보조 변호사, 출판사 편집자, 포주, 국세청 등 주위의 다양한 사람들과 마찰을 일으키며 그들에게서 돈을 빌리기도 하는 한 범죄 전문 변호사의 이야기이다. 원작은 동명의 오스트레일리아 텔레비전 드라마이다.
현지에서는 FOX를 통해 2014년 1월 23일부터 6월 27일까지 방영되었다. 대한민국에서는 방영되지 않았다.